# Architectuur in de Verenigde Staten

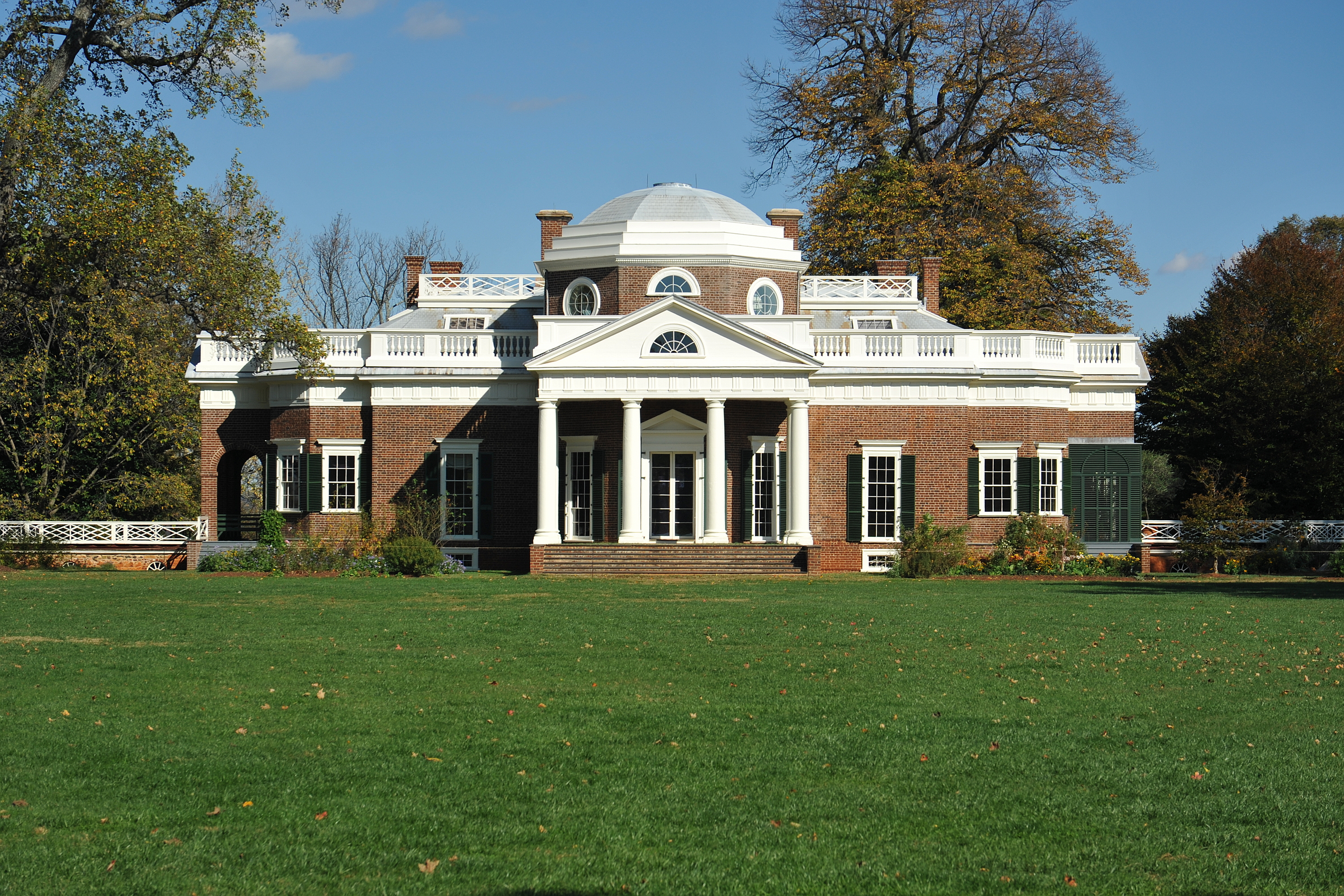
President Thomas Jefferson ontwierp zijn landgoed Monticello zelf in een neoclassicistische stijl die men jeffersoniaans is gaan noemen. Het is de enige woning in de Verenigde Staten die erkend is als Werelderfgoed.

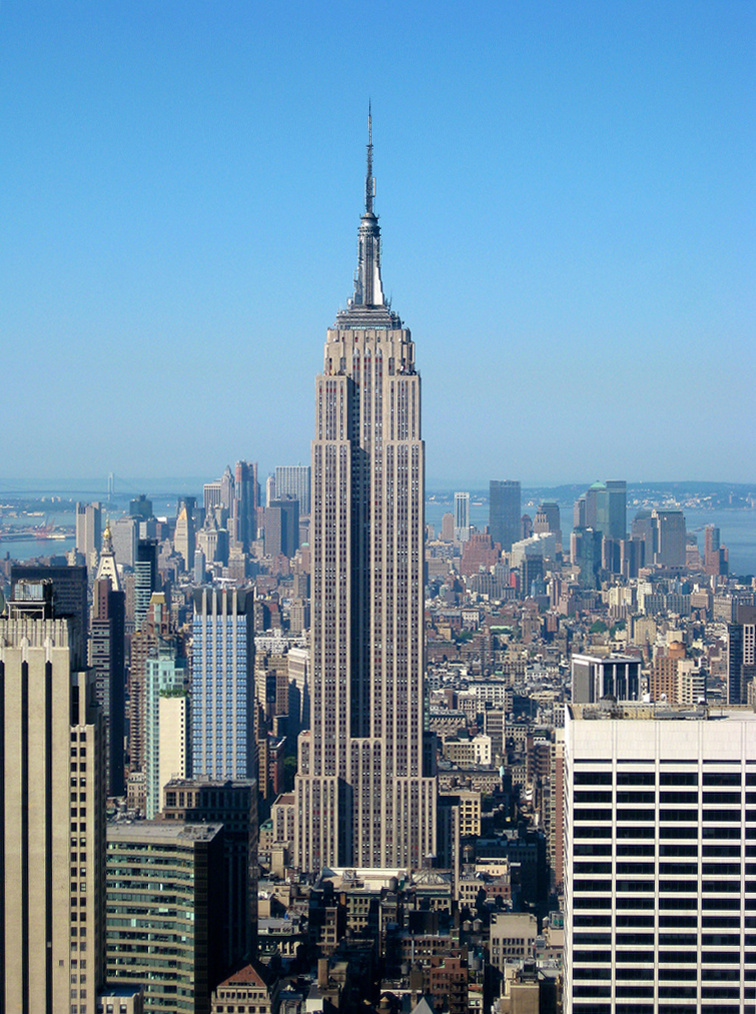
Het Empire State Building in New York is, net als het Chrysler Building, opgetrokken in art-deco-stijl. Het is volgens het American Institute of Architects het meest geliefde Amerikaanse bouwwerk.

Architectuur in de Verenigde Staten wordt gekenmerkt door een grote verscheidenheid aan bouwstijlen die zijn ontstaan gedurende de laatste vier eeuwen geschiedenis van Noord-Amerika, eerst in koloniale vestigingen en daarna in de onafhankelijke staat. In bepaalde periodes zijn er dominante bouwstijlen geweest, waarvan de meeste sterk beïnvloed waren door de Europese trends, waaronder de georgiaanse stijl, federale stijl, jeffersoniaanse en neoclassicistische architectuur, neogotiek, victoriaanse architectuur en beaux-arts. De verwezenlijking van wolkenkrabbers in de late 19e eeuw door architecten uit de Chicago School maakte de Amerikaanse bouwkunst wereldbekend. Andere typisch Amerikaanse bouwstijlen zijn de Mission en Spanish Colonial Revival-architectuur uit het zuidwesten, en de Prairie School met Frank Lloyd Wright.

## Lijst van Amerikaanse bouwstijlen
Dit is een onvolledige lijst van bouwstijlen die in de Verenigde Staten ontstaan zijn:
- Adirondack-architectuur
- Amerikaanse koloniale architectuur
- Antebellum-architectuur
- Architectuur van de Californische missies
- Chicago School
- Federale stijl
- Googie-architectuur
- Jeffersoniaanse architectuur
- Maya Revival-architectuur
- Mediterranean Revival-architectuur
- Mission Revival-architectuur
- Neokoloniale architectuur
- Poolse kathedralenstijl
- Prairie School
- Pueblo Revival-architectuur
- Rustieke architectuur
- Shotgun house
- Spanish Colonial Revival-architectuur

## Populaire bouwwerken
In 2007 deed het American Institute of Architects een studie naar de meest geliefde Amerikaanse bouwwerken bij de Amerikanen. Het resultaat was America's Favorite Architecture, een lijst van 150 bouwwerken. Het Empire State Building in art-deco-stijl in New York stond op de eerste plaats, gevolgd door het Witte Huis en Washington National Cathedral in de hoofdstad. Jefferson Memorial haalde de vierde plaats, gevolgd door de Golden Gate Bridge in San Francisco. In totaal bevonden 32 van de 150 bouwwerken zich in New York en 17 in zowel Washington D.C. als Chicago. Critici wezen erop dat de peiling geen rekening had gehouden met de professionele meningen van architecten en dat er verschillende opmerkelijke bouwwerken niet op de lijst stonden, zoals het Salk Institute, het John Hancock Center, de Washington Dulles International Airport en het Seagram Building.